# Evno
EVNOとは、Energy Virtual Network Operatorの略。慶應義塾大学山中直明らの研究グループにより2010年に提唱された概念であり、仮想移動体通信事業者（MVNO）に着想を得ている。
家庭用燃料電池や太陽光発電といった個人保有のエネルギーを仮想的に結んだ仮想発電所をつくり、送電を行う電力会社と、電力配分を行う事業会社（EVNO）とにわけて管理する。スマートグリッドは、ある閉じられた地域の電力網において、複数の地点から発電し、複数の地点で消費する。この場合、総発電量と総消費量は同時同量で同一に制御されている。EVNOは、各家庭の発電量と消費量を監視し、需要に対して周辺の電源からの効率的な配分を行うことで、電力の地産地消を目指す。電力会社は、電力の売買にかかわる事業を分離することにより、経済原理に基づいた柔軟な単価か設定が可能となる。また、地産地消により、既存の電力インフラを効率的に利用することが可能になる。一方、利用者は単価の異なる電力を時間などの個々の事情に応じて使い分けることが可能になる。
EVNOは、実際の電力送電網を持っていない。単に、需要に対して最も経済的な電力元を制御し、同時同量を発電することを行っている。発電元から消費点に対して同時同量制御することを仮想送電と言っており、電力には色がついていないので実際に送電しているわけではない。
一つのスマートグリッド上に複数のEVNOがオーバレイしていてもよく、ユーザは、好きな時間に好きなEVNOを選択することができる。これは長距離電話通信におけαーLCRといった機能である。インフラを持たずに電力サービスに参入できるので、多くの、いわゆるサービスプロバイダーが電力産業に参入し、オープンイノベーションが期待される。
EVNOの概念は、スマートグリッドが電力網の物理的なイメージに対して、スマートネットワークとして、サービスプロバイダビジネスとしている。